# Jüdisch versippt
Als „jüdisch versippt“ wurden in der Zeit des Nationalsozialismus „arische Personen“ bezeichnet, die in „Mischehe“ mit einer „jüdischen Person“ lebten. „Jüdisch Versippte“ wurden diskriminiert; ihnen blieben bestimmte Berufe und Aufstiegsmöglichkeiten verschlossen, sie wurden aus dem Staatsdienst entlassen und ab 1943 als „Wehrunwürdige“ zu kasernierter Zwangsarbeit in Sonderkommandos der Organisation Todt eingesetzt.
In antisemitischen Gesetzen, Verordnungen und Erlassen wird der Ausdruck „jüdisch versippt“  meistens umschrieben, damit eindeutig bestimmbar war, ob neben den „Volljuden“ auch „Halbjuden“ (Jüdische Mischlinge ersten Grades) gemeint waren. Radikale Antisemiten agitierten gegen deren rechtliche Besserstellung und erreichten oft, dass auch der mit einem „Halbjuden“ verehelichte  „deutschblütige“ Partner in Verfolgungsmaßnahmen einbezogen wurde. Joseph Goebbels beabsichtigte, auch die mit einem „jüdischen Mischling zweiten Grades“ (Vierteljuden) verheirateten Kulturschaffenden auszuschließen.

## Unschärfe des Begriffs
Die erste gesetzliche Definition des Begriffs „Nichtarier“ steht in der Ersten Verordnung zur Durchführung  des Gesetzes zur Wiederherstellung des Berufsbeamtentums vom 11. April 1933 (RGBl. I, S. 195): „Als nicht arisch gilt, wer von nicht arischen, insbesondere jüdischen Eltern oder Großeltern abstammt. Es genügt, wenn ein Elternteil oder ein Großelternteil nicht arisch ist.“ Diese Definition war in der ersten Phase der Diskriminierungen von 1933 bis 1935 maßgebend. Die weit gefasste  Auslegung des Begriffs „nicht arisch“ bewirkte, dass „Halbjuden“ sowie „Vierteljuden“ gleichermaßen wie „Volljuden“ stigmatisiert wurden. Entsprechend war auch der abwertend gemeinte Begriff „jüdisch versippt“ auslegbar.
Erst die im November 1935 folgende Regelung in der Ersten Verordnung zum Reichsbürgergesetz beendete die unterschiedslose Diskriminierung aller „Nichtarier“. „Jüdische Mischlinge“ wurden rechtlich bessergestellt. Bis 1937 blieben „jüdische Mischlinge“ bezüglich ihrer wirtschaftlichen Tätigkeiten unbehelligt und von den gegen „Nichtarier“ gerichteten Berufsverboten und -beschränkungen weitgehend verschont. „Jüdische Mischlinge zweiten Grades“ wurden rechtlich den Ariern annähernd gleichgestellt.  Spätere Gesetze und Verordnungen, die sich gegen „arisch Versippte“ richteten, betrafen nur ausnahmsweise diejenigen „Arier“, die mit einem „Vierteljuden“ verheiratet waren.

## Vor den Nürnberger Gesetzen (1935)
Die  erste gesetzliche Vorschrift, die die berufliche Existenz des deutschblütigen Partners einer Mischehe einschränkte, wurde am 30. Juni 1933 erlassen und betraf Beamtenanwärter. Danach durfte nicht zum Reichsbeamten berufen werden, wer „mit einer Person nicht arischer Abstammung verheiratet“ war. Eine später folgende Verehelichung mit einer „Person nicht arischer Abstammung“ zog die Entlassung nach sich.
Am 6. September 1933 beschloss die Generalsynode der Evangelischen Kirche der altpreußischen Union ein Kirchengesetz betreffend die Rechtsverhältnisse der Geistlichen und Kirchenbeamten. Demnach waren  Geistliche und Beamte der allgemeinen kirchlichen Verwaltung in den Ruhestand zu versetzen, die mit einer Person „nichtarischer Abstammung“ verheiratet waren. Die  „nichtarische Abstammung“ war entsprechend der Ersten Verordnung zur Durchführung zur Wiederherstellung des Berufsbeamtentums (RGBl. 1933 I, S. 195) definiert: Es reichte hin, wenn „ein Elternteil oder ein Großelternteil“ als „nicht arisch“ galt.  Nach Protest des Pfarrernotbundes setzte  Reichsbischof Ludwig Müller dieses Kirchengesetz am 16. November 1933 aus und erließ am  8. Dezember 1933 ein Gesetz zu den „Rechtsverhältnissen der Geistlichen und Beamten der Landeskirchen“, das keinen Arierparagraphen mehr enthielt.

## Uneinheitliche Definition
Im August 1936 definierte Reichsinnenminister Wilhelm Frick in einem Schreiben an die Oberinstanzen: „Als jüdisch versippt gilt, wer mit einer Jüdin (einem Juden) im Sinne des § 5  der Ersten Verordnung zum Reichsbürgergesetz verheiratet ist“. Im  Deutschen Beamtengesetz vom 26. Januar 1937 wurden darüber hinausgehend grundsätzlich Bewerber ausgeschlossen, die mit einem „Halbjuden“ verheiratet waren: „Beamter kann nur werden, wer deutschen oder artverwandten Blutes ist und, wenn er verheiratet ist, einen Ehegatten deutschen oder artverwandten Blutes hat. Ist der Ehegatte Mischling zweiten Grades, so kann eine Ausnahme zugelassen werden.“
Radikale antisemitische Kräfte innerhalb der NSDAP versuchten, jede Vorzugsbehandlung der „jüdischen Mischlinge ersten Grades“ aufzuheben. Es gelang ihnen wiederholt, auch diejenigen „jüdisch Versippten“, die mit einem so genannten „Halbjuden“ verehelicht waren, in diskriminierende Maßnahmen einzubeziehen. In einem 1938 verteilten Fragebogen der Preußischen Akademie der Wissenschaften zu Berlin heißt es zum Beispiel: „Als jüdisch versippt gilt derjenige, dessen Ehefrau Jüdin oder jüdischer Mischling ist.“ Eine Denkschrift der Parteikanzlei vom Frühjahr 1944 enthielt den Vorschlag, dass „jüdisch Versippte“, die mit „Mischlingen ersten Grades“ verheiratet waren, nach Kriegsende keine selbständige Tätigkeit als Kaufmann, Handwerker oder Fabrikant ausüben dürften.

## Berufsbeschränkung
Seit Herbst 1935 bemühte sich Joseph Goebbels um eine konsequente „Entjudung“ der Reichskulturkammer. Am 6. März 1936 waren Richtlinien über den Ausschluss bzw. die Nichtzulassung von Juden ergangen, die auch mit „Volljuden und  Dreivierteljuden jüdisch Versippte“ betrafen. Schon Ende 1936 verschärfte Goebbels streng vertraulich diese Richtlinie, indem nunmehr auch „sämtliche mit Halb- und Vierteljuden verheiratete“ Personen einbezogen wurden. Die „Säuberung“ zog sich länger hin als gedacht. 1937 waren in der Reichskunstkammer noch 156 jüdische Mitglieder, zumeist Kunsthändler und Kunstpublizisten. 1938 klagte Goebbels über Schwierigkeiten bei der Reichsmusikkammer. Im Februar 1939 waren mit seiner Duldung noch mindestens 21 „nicht vollarische“ und „jüdisch versippte“ Schauspieler und Filmschauspieler beschäftigt. Am 4. Mai 1943 notierte Goebbels in seinem Tagebuch, die Reichskulturkammer sei „doch nicht so entjudet, wie ich das eigentlich gemeint hatte“; er wolle jedoch während des Krieges dieses Problem nicht mehr in Angriff nehmen.
Ende 1938 bestimmte der Reichsärzteführer bis auf Weiteres, dass kein Deutscher, der mit einer Jüdin oder einem jüdischen Mischling verheiratet sei, als Arzt bestellt werden dürfe.

## Wehrmacht
„Jüdisch Versippte“ konnten in der Wehrmacht keinen höheren Rang als den eines Feldwebels erreichen. Am 8. April 1940 wurden „jüdisch Versippte“, die mit „Mischlingen ersten Grades“ oder gar „Volljuden“ verheiratet waren, grundsätzlich von der Wehrmacht ausgeschlossen, sofern sie sich nicht besonders ausgezeichnet hatten.  Dieser Erlass wurde zunächst nur schleppend umgesetzt. Schließlich sollten gemäß Erlass vom 25. September 1942 sogar die bislang verschonten „Bewährten und Ausgezeichneten“ entlassen werden.
Vorschläge für die Verleihung von Orden und Ehrenzeichen mussten 1944 die Versicherung enthalten, dass der Auszuzeichnende „rein arisch und nicht mit einem Juden oder Mischling 1. Grades verheiratet“ sei.

## Zwangsarbeit
Im Oktober 1943 wurden die Gauarbeitsämter von Fritz Sauckel beauftragt, den Zwangseinsatz der „nichtwehrpflichtigen Halbjuden“ sowie der „mit Volljüdinnen verheirateten Arier“ zu organisieren. Einbezogen wurden aber auch „jüdisch versippte“ Männer, die mit einer als „jüdischer Mischling“ eingestuften Frau verheiratet waren. Diese Zwangsarbeiter sollten zunächst separiert (im Geschlossenen Arbeitseinsatz) in Lagern der Organisation Todt in Frankreich eingesetzt werden. Viele kriegswichtige Betriebe reklamierten ihre Beschäftigten und unterliefen diese Anweisung. Im Oktober 1944 ordnete Heinrich Himmler daraufhin an, alle einsatzfähigen Männer der so definierten Gruppen binnen dreier Tage in Baubataillone der Organisation Todt zu überstellen.
Grundsätzlich wurden diese Zwangsarbeiter in separaten Kolonnen außerhalb ihrer Heimatorte eingesetzt. Die Verschleppung lief unter der Tarnbezeichnung Sonderkommando J und wird von der Historikerin Ursula Büttner als Sieg der „Rasse-Experten“ der NSDAP gewertet:  „Jüdisch Versippte“, die trotz aller Pressionen unbeirrt zu ihren jüdischen Ehepartnern hielten, wurden nunmehr den Juden zugeordnet.